# Judith Schalansky
Judith Schalansky (født 20. september 1980 i Greifswald) er en tysk forfatter, der bor i Berlin.
Hendes seneste roman, Giraffens hals, blev udråbt til årets roman af Die Welt, da den udkom på tysk i
2011.
Judith Schalansky har studeret kunsthistorie og kommunikationsdesign i Berlin. Efter at have afsluttet sit studie, underviste hun i typografi på faghøjsskolen i Potsdam.
Schalansky begyndte sin forfatterkarriere med det typografiske kompendie Fraktur mon amour, hvorefter udgav hun sin første roman Blau steht dir nicht, som høstede flotte anmeldelser og fastslog hendes talent. I 2009 udgav hun Atlas der abgelegenen Inseln der blev tildelt førsteprisen af Stiftung Buchkunst.
I 2011 udkom romanen Der Hals der Giraffe, på dansk Giraffens Hals, der indtil videre anses for hendes bedste roman.
Bogen var nomineret til Wilhelm-Raabe-Litteraur prisen, og blev udråbt til årets roman af Die Welt i 2011.

## Værker
- Fraktur mon Amour. Hermann Schmidt, Mainz 2006, ISBN 978-3-87439-696-7
- Blau steht dir nicht. Matrosenroman. Mare, Hamburg 2008, ISBN 978-3-86648-078-0
- Atlas der abgelegenen Inseln. Fünfzig Inseln, auf denen ich nie war und niemals sein werde.. Mare, Hamburg 2009, ISBN 978-3-86648-117-6
- Der Hals der Giraffe. Suhrkamp, Berlin 2011, ISBN 978-3-518-42177-2

### Værker på dansk
- Giraffens Hals. Forlaget Vandkunsten, 2012, ISBN 978-87-7695-282-2